# Anton Pelikan von Plauenwald
Anton Hermann Ernst Pelikan von Plauenwald (* 24. August 1819 in Znaim, Markgrafschaft Mähren; † 25. April 1899 in Wien) war ein k. u. k. Finanzbeamter und naturkundlicher Sammler.

## Leben
Geboren als Anton Pelikan, gehörte er mit der Nobilitierung seines Vaters Josef Pelikan (1787–1872), nachmaliger pensionierter k. k. Oberst (in Wien am 22. Januar, Diplom vom 13. Juni 1836) dem österreichischen Adel an. Seine Mutter war Antonia Korber (1795–1873). Sein Bruder Josef Pelikan von Plauenwald (1818–1896) k. u. k. Feldmarschalleutnant. Er heiratete 1846 Caroline Freiin Czapka von Winstetten (1823–1897), Tochter von Ignaz Czapka (1791–1881). aus der Ehe sind vier Kinder geboren.
Anton Pelikan von Plauenwald war 1870 Sektionsrat im k. k. Finanzministerium. Als k. k. Vizepräsident der niederösterreichischen Finanz-Landesdirektion erhielt er am 19. Juli 1881 in Anerkennung seiner „vieljährigen, treuen und vorzüglichen“ Dienste den Ordens der Eisernen Krone II. Klasse. Am 22. Februar 1882 wurde er in Wien in den österreichischen Freiherrnstand erhoben.
Er war Ehrenbürger von Nikolsburg.
Als Pflanzensammler war er Mitglied und bis 1892 gewählter Ausschussrat der Zoologisch-Botanischen Gesellschaft. Seine Sammlung Paläarktische Coleoptera ging 1909 an die Landessammlung für Naturkunde Karlsruhe. Teile seines Herbariums befinden sich im Universalmuseum Joanneum und in der Universität Graz.